# Wausaukee (Wisconsin)
Wausaukee – miasto w Stanach Zjednoczonych, w stanie Wisconsin, w hrabstwie Marinette.